# Arnaldo de Vilanova
Arnaldo de Vilanova ou Arnau de Vilanova (em latim: Arnaldus Villanovanus; em francês: Arnaud del Villeneuve; em castelhano: Arnaldo del Villanueva; (Villeneuve-lès-Maguelone, perto de Montpellier?, Provença?, Languedoque? (França). Valência? Catalunha? (Espanha); 1238 (aprox.) – Gênova 1311) foi um alquimista, astrólogo e médico. Não se tem como certo o exato local e data de seu nascimento e de sua nacionalidade, para alguns ele era francês, para outros era catalão, existindo várias hipóteses: nos territórios da Coroa de Aragão: Principado da Catalunha (Vilanova i la Geltrú, Senhorio de Montpellier); Reino de Valência (Valência), ou talvez em Provença ou Languedoque, recém-conquistado pelos franceses.

## Biografia

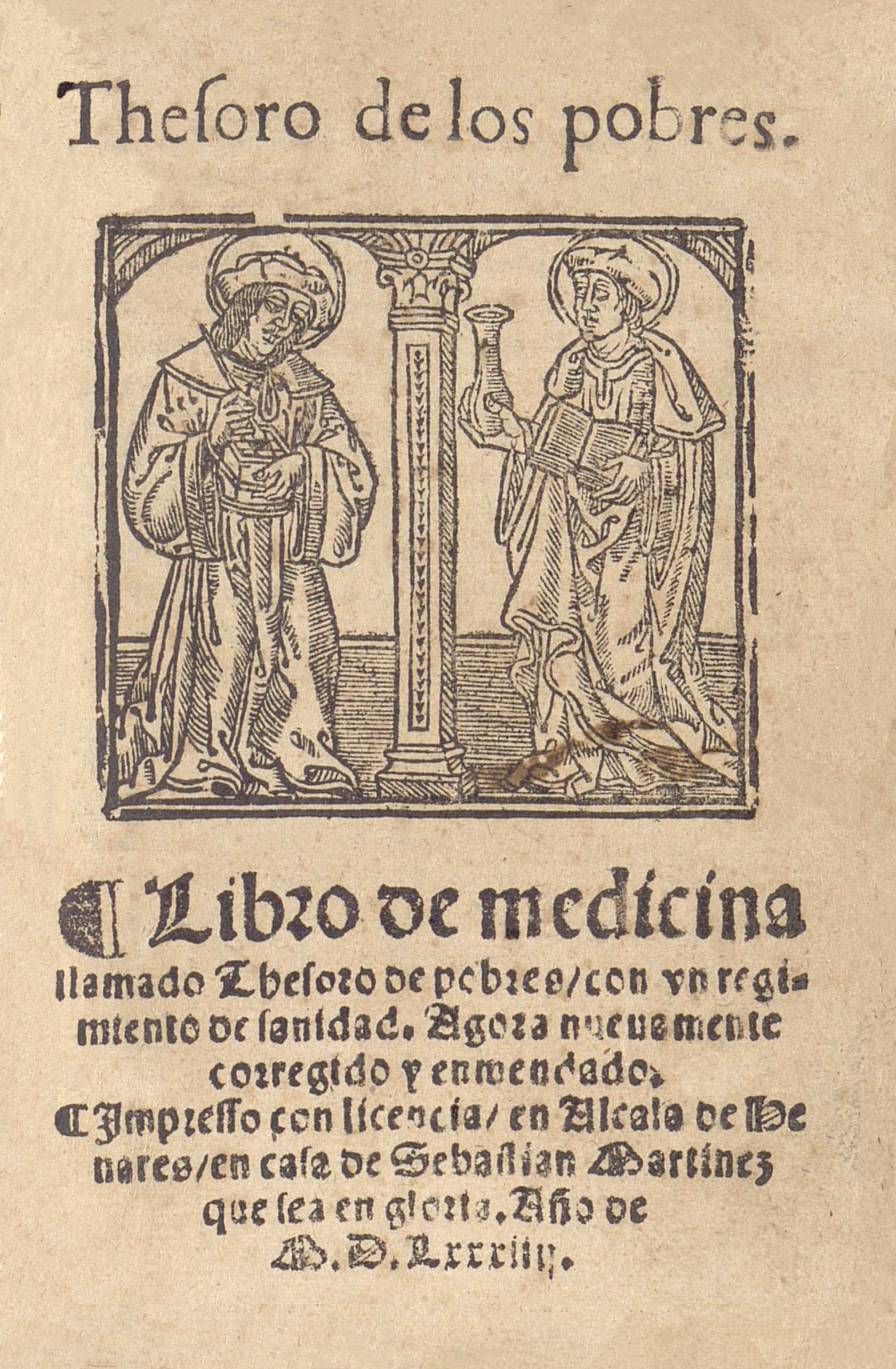
Tesouro dos pobres (1584).

Foi incontestavelmente o mais importante médico do mundo latino medieval, comprometido também em questões político-religiosas de seu tempo. Embora, pairem dúvidas, ele (não com extrema certeza) nasceu em Sétabis, atual Xàtiva, Valência, pouco tempo antes de ser conquistada por Jaime I (1238). Pode-se encontrar diversas informação a respeito de outros lugares onde nasceu, como, perto de Villeneuve-lès-Maguelone, perto do Montpellier (hoje a França, naquela época o senhorio de Montpellier formava parte da Coroa de Aragão). Outros falam do Languedoque, Provença ou Catalunha, mas obedece mas a débeis teorias totalmente descartadas hoje em dia.
Em 1260 Arnaldo era estudante de Medicina em Montpellier. Em 1280 já era um médico conceituado e cujo prestígio estava pelos serviços médicos à casa real de Barcelona. Dez anos mais tarde ele se acha de novo em Montpellier como professor na Escola médica, da Universidade de Montpellier; embora, não por isso, deixasse de atender os seus interesses valencianos e a saúde da família de Jaime II de Aragão. Este rei, grande amigo de Vilanova, o enviaria (em 1299) à corte da França, em missão diplomática, e em Paris. Já em Paris Arnaldo expôs amplamente suas teorias sobre o próximo fim do mundo e da reforma necessária da Igreja Católica. A repulsa dos teólogos de Sorbonne, que condenaram seu Tractatus de tempore adventu Antichristi, iria marcar definitivamente o rumo de sua vida: ferido pela afronta e convencido de seus conceitos, lançou-se a uma campanha reivindicativa que minguaria, embora não elimine, seu trabalho profissional. Vemos-lhe em 1301 apelando ao papa Bonifácio VIII e remetendo um opúsculo apologético a destacadas personalidades da cristandade; em 1302, polemizando violentamente com os dominicanos que rechaçam suas ideias; em 1304, protestando ante o conclave reunido em Perúsia… A eleição de Clemente V, antigo amigo de Vilanova, a cujo exame submete a coleção de seus escritos religiosos, traz-lhe uns anos de calma (1305-09) nos que Vilanova realiza gestões a favor de seus reis na corte pontifícia de Avinhão e leva a cabo uma ampla propaganda espiritual entre as comunidades laicas da Provença.
O prestígio de que goza lhe permite intervir em problemas tais como o processo dos templários, os projetos de Cruzada. Apesar de contemporâneos, não há evidências históricas de que Vilanova possuía alguma relação com Raimundo Lúlio, e sim de que um conjunto pseudo-luliano de obras apócrifas surgiu por volta do século XV, associando Lúlio a Vilanova e à alquimia; mas suas visões de mundo eram diferentes, Llull nunca defendeu a alquimia e tinha teorias opostas, de diálogo pacífico entre outros religiosos, e que, desde 1287, havia iniciado uma série de viagens para convencer os reis e os papas da necessidade da reforma eclesiástica ao invés de uma cruzada.
Arnaldo também intervém nas dissidências do franciscanismo estrito ou as tensões entre a Santa Sé e o rei da Sicília. Era este o jovem e cavalheiresco Frederico II, no que o professor Vilanova acharia um discípulo fiel e fervente; a seu ditado tinha emitido disposições para a boa ordem de sua casa e reino; e em 1309 lhe confiava uns sonhos misteriosos, cujo significado interpretaria Vilanova relacionando-o com outros tidos por Jaime II, no sentido de que ambos os reis irmãos tinham que promover a ação renovadora da Igreja preconizada por ele. A exposição que de todo isso fizesse Vilanova em público consistório ia provocar sua ruína. Ante o protesto da cúria e a indignação do rei de Aragão, Vilanova teve que refugiar-se junto ao de Sicília.
Morreu em Gênova em 8 de setembro de 1311, quando realizava gestões para evitar a ruptura de hostilidades com Roberto II de Nápoles (1277-1343).

## Obras de Arnaldo de Vilanova

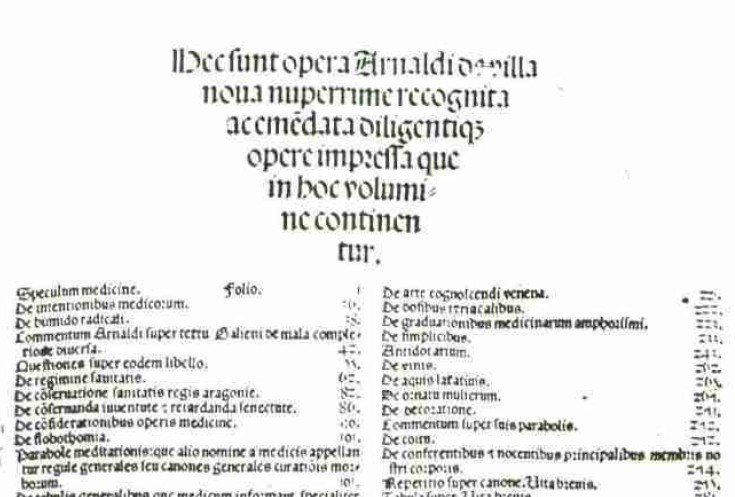
As obras de Arnaldo

Teve pois, Vilanova, uma ativa intervenção na vida política de seu tempo, quase sempre movida por seus ideais religiosos e apoiada em seu prestígio profissional: na amizade de Jaime II, na tolerância de Bonifácio VIII ou na benevolência de Clemente V subjaze a gratidão do paciente eficazmente tratado, embora se veja também fomentada pela lealdade do súdito e a fidelidade do cristão. Há na obra religiosa da Vilanova mais de zelo indiscreto, de ingenuidade idealista ou de fantasia exaltada que de heterodoxia formal; comprometido no movimento dos espirituais, na linha das estranhas especulações de Joaquim de Fiore, busca a salvação do mundo em suas lucubrações escatológicas, em suas exigências de reforma eclesiástica e em suas exortações ascéticas. Mas embora as fantasias da especulação ou as violências da polêmica lhe levem a expressões desafortunadas, nunca cai na heresia. A sentença da Junta de teólogos de Tarragona, que em 1316 ordenou a destruição de suas obras espirituais, foi anticanônica e desmesurada.
Mas Vilanova foi acima de tudo magister medicinae. Por uma parte, clínico prático de ampla experiência e fama bem creditada. Por outra, professor destacado da melhor Faculdade do período medieval. Por outra, autor de uma importante obra médica, muito difundida e apreciada ao longo de três séculos e ao largo de toda a cristandade: logo que há biblioteca importante que não conte com cópias medievais ou edições renascentistas de alguns de seus escritos cientistas; no século XVI se fez uma coleção que tratava de recolher suas obras completas, cujo êxito denotam as reimpressões que se aconteceram. A lástima é que muitas textos espúrios se albergaram à sombra de seu ilustre nome e foi preciso proceder à poda implacável da folhagem parasita para liberar sua genuína produção. Sem entrar aqui em exposições críticas e tomando a solução mais provável em questões duvidosas, pode dizer-se que a obra médica da Vilanova responde a sua condição de médico escolástico: de sábio formado nos textos clássicos de Hipócrates e Médico, recebidos através de sua versão arábica e completados com as melhores produções dos autores que escreveram em árabe. Embora não lhe tivesse sido preciso o conhecimento deste idioma - pois a maior parte desses livros tinham sido já traduzidos ao latim -, sabemos que Vilanova o possuía à perfeição e que em seus anos de médico régio em Barcelona tinha traduzido opúsculos de Médico, Avicena e outros.

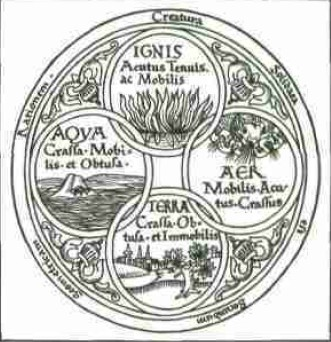
Fogo, água, ar e terra

O grosso de sua obra original é fruto de sua época na Faculdade de Medicina de Montpellier: há um conjunto de tratados extensos e bem elaborados que refletem o estilo e respondem à utilidade da docência repartida nas Escolas de Medicina. Comentários eruditos - vários dos quais se perderam ou permanecem inéditos - aos autores exigidos no plano de estudos; coleções de aforismos de intenção mnemotécnica - entre os que destacam as popularíssimas Parábolas da medicação, das que se conservam 40 cópias dos séculos XIV e XV e que foram editadas 15 vezes no XVI—; obra de doutrina médica, umas estritamente especulativos - De humido lhe radique -, outras que desembocam ampliamente na prática - como De considerationibus operis medicinae -, todas elas coroadas por essa admirável síntese dos princípios da ciência médica que é a chamada Speculum medicinae; densas exposições de farmacologia básica, como o tratado De graduatibus medicinarum, tão importante na linha dos intentos medievais de uma teorização da dosificação medicamentosa, etc. junto a este bloco de escritos está o tão conhecido Regimen sanitatis, escrito em 1308, para tutelar a saúde do rei de Aragão, mas que logo se difundiu amplissimamente por toda a Europa, sendo traduzido ao catalão e ao hebreu, e os extensos catálogos de medicamentos simples e compostos - Simplicia e Antidotarium -, e as monografias, breves e expressivas, que abordam os mais diversos problemas clínicos. Em troca, pode afirmar o caráter apócrifo de obras tão ligadas no nome da Villanova como são o Breviarium practicae e o comentário ao Regimen sanitatis salernitanum. E, certamente, do conjunto dos livros de alquimia que lhe foram atribuídos; há motivos suficientes para despojar a figura da Vilanova do manto de alquimista de que foi revestido por autores ou copistas do século XV e que tanto se está acostumado a destacar na visão habitual que se dá de sua pessoa. Não foi alquimista, nem mago, nem rebelde inovador. Foi um médico galenista que, sobre a base de um profundo conhecimento da ciência transmitida pelos antigos, elaborou uma doutrina tão própria como tradicional, que procurou celosamente preservar de toda reflexão filosofizante - veja-se sua obra De intentione medicorum - e dirigir à prática clínica concreta. Entretanto, Carreiras Artau
 segue dando por certas algumas das obras alquímicas de Arnaldo de Vilanova. Sua obra médica constitui um bem forjado elo na cadeia de transmissão perfeccionadora do saber médico clássico.

## Cronologia
- 1238. Lugar de nascimento desconhecido, alguns autores afirmam em Valência, outros afirmam no senhorio de Montpellier (hoje na França, naquele tempo naquele tempo senhorio dos reis de Aragão), outros falam de Languedoque, Provença e Catalunha.
- 1260. Estuda medicina em Montpellier.
- 1267-76. Amplia estudos em Nápoles e provavelmente em Salerno.
- 1281-1290. É médico dos reis de Aragão, Pedro o Grande, Alfonso III e Jaime II.

Traduz livros de Avicena e Médico.
- 1290-1299. Professor de medicina em Montpellier.
- 1299. Vai progressivamente abandonando o exercício da medicina para dedicar-se à filosofia e à teologia. Entra em discussão com numerosas personalidades da época.
- 1311. Morre quando viaja a Gênova.

## Bibliografia

Opere